# 178
Évszázadok: 1. század – 2. század – 3. század
Évtizedek: 120-as évek – 130-as évek – 140-es évek – 150-es évek – 160-as évek – 170-es évek – 180-as évek – 190-es évek – 200-as évek – 210-es évek – 220-as évek
Évek: 173 – 174 – 175 – 176 –  177 – 178 – 179 – 180 – 181 – 182 – 183

## Események

### Római Birodalom
- Servius Cornelius Scipio Salvidienus Orfitust és Decimus Velius Rufust választják consulnak.
- Commodus feleségül veszi Bruttia Crispinát.
- Marcus Aurelius és Commodus a markomannok ellen vonul. Augusztusban érkeznek a birodalom határához, Carnuntumba.

### Kína
- Ling császár eltaszítja magától és bebörtönözteti feleségét, Szung császárnét, akit az udvarbeli eunuch frakció boszorkánysággal vádolt meg (az eunuchok korábban hamis vádak alapján megölették Szung nagynénjét és annak férjét, ezért féltek, hogy a császárné bosszút áll). Szung hamarosan meghal a börtönében és apját, valamint fivéreit is kivégzik.

## Születések
- Lü Meng, kínai hadvezér
- Balbinus, római császár (bizonytalan időpont)

## Halálozások
- Szung, kínai császárné

## Fordítás
- Ez a szócikk részben vagy egészben  a(z)   178 című angol Wikipédia-szócikk ezen változatának fordításán alapul.  Az eredeti cikk szerkesztőit annak laptörténete sorolja fel. Ez a jelzés csupán a megfogalmazás eredetét és a szerzői jogokat jelzi, nem szolgál a cikkben szereplő információk forrásmegjelöléseként.